# Aomori (stad)
Aomori (Japans: 青森市, Aomori-shi) is de hoofdstad van de prefectuur Aomori in het noorden van Honshu.Op 1 november 2009 had de stad 302.068 inwoners. De bevolkingsdichtheid bedroeg 366 inw./km². De oppervlakte van de stad is 824,54 km². De stad kijkt uit op de Baai van Mutsu die verbonden is met de Straat Tsugaru. Het Hakkoda-gebergte ligt in het zuiden van de gemeente. De stad heeft tevens de grootste haven van de prefectuur.

## Geschiedenis
Hoewel er al mensen op de plaats van het hedendaagse Aomori woonden vlak voor de Edo-periode toen het dorp Uto (Japans: 善知鳥村; Utō-mura) werd genoemd, werd de stad pas officieel gesticht op 1 april 1898. Vanaf de Meiji-restauratie werd de plaats een plek voor legertraining van het Japanse Keizerlijke Leger. Op 1 oktober 2006 verkreeg Aomori het statuut van kernstad.
Vanaf begin 20e eeuw is de stad gaan moderniseren met 2 nieuwe spoorwegen; De Ou-lijn naar Akita en de Tohoku-lijn naar Morioka, Sendai en Fukushima. In 1945 werd de stad gebombardeerd door het leger van de Verenigde Staten (Bombardement op Aomori).

## Klimaat
In de winters wordt het klimaat gekarakteriseerd door sneeuw en kou. De stad en nabije omgeving staan bekend als de Japanse regio met de meeste sneeuwval; in 1981 bereikte de stad een sneeuwbedekking van 196 cm.
Ook tijdens de zomers blijft Aomori vaak koud vanwege een oostelijke wind die Yamase wordt genoemd. Dit leidt tot slechte oogsten. Tevens is in het bergachtige gedeelte vaak een dikke mist waardoor regelmatig vluchten worden geannuleerd.

## Transport
- Met de boot; Seikan Ferry verzorgt veerdiensten naar Hakodate.
- Met de trein;
  - JR East
    - Tohoku Shinkansen
    - Ou-lijn (Akita)
    - Tohoku-lijn (Morioka, Sendai, Fukushima)

  - Hokkaidō Railway Company
    - Tohoku-lijn (Hachinohe)
    - Tsugaru Kaikyo-lijn (Hokkaidō)
- Met het vliegtuig; Aomori International Airport verzorgt verbindingen naar de grote Japanse steden en Seoel te Zuid-Korea.

## Aangrenzende steden
- Kuroishi
- Hirakawa
- Towada
- Goshogawara

## Bezienswaardigheden

### Festivals
- Aomori Nebuta (2 augustus t/m 7 augustus)

### Musea
- Kunstmuseum ter herdenking van Munakata Shiko
- Stedelijk Museum van Aomori voor Bosbouw
- Prefecturaal Museum van Aomori
- Stedelijk Museum van Aomori voor Geschiedenis en Volkskunst
- Nebuta-no-sato Museum

### Onsen
- Asamushi Onsen
- Sukayu Onsen

## Partnersteden
Aomori heeft een stedenband met
- Hakodate (Japan)
- Kecskemét (Hongarije)
- Pyeongtaek (Zuid-Korea)
- Dalian (China)

## Geboren in Aomori
- Akira Toda (1951), componist
- Hitoshi Saito (1961-2015), judoka
- Yu Kobayashi (1987), voetballer
- Gaku Shibasaki (1992), voetballer